# Clelea impellucida
Clelea impellucida es una especie de polilla de la familia Zygaenidae.
Fue descrita científicamente por Graeser en 1888.